# لوتسیا شیپوشووا
لوتسیا شیپوشووا (اسلواکی: Lucia Siposová؛ زادهٔ ۲۱ مهٔ ۱۹۸۰) بازیگر تئاتر، سینما و تلویزیون اهل کشور اسلواکی است.
از فیلم‌ها یا برنامه‌های تلویزیونی که وی در آن نقش داشته‌است می‌توان به ۳۶۰ اشاره کرد.